# Dragana Marinković
Dragana Marinković (ur. 19 października 1982 w Puli) – serbska siatkarka, środkowa, reprezentantka Serbii.
Od sezonu 2012/2013 występuje w koreańskim klubie Daejeon Korea Ginseng Corporation.

## Sukcesy klubowe
Mistrzostwo Chorwacji:
- 2000

Mistrzostwo Włoch:
- 2002, 2005, 2010

Puchar Włoch:
- 2005

Puchar CEV:
- 2005

Puchar Rumunii:
- 2008

Mistrzostwo Rumunii:
- 2008

Superpuchar Włoch:
- 2009

Puchar Turcji:
- 2012

Mistrzostwo Turcji:
- 2012

Mistrzostwo Korei Południowej:
- 2014